# Лурц, Дагмар
Дагмар Протт (нем. Dagmar Prott; р. 18 января 1959 г.), в девичестве Лурц (нем. Lurz) — немецкая фигуристка, выступавшая одиночном катании. Бронзовая медалистка Олимпийских игр 1980 года. В настоящее время работает судьей Международного союза конькобежцев.

## Биография
Родилась в Дортмунде, тренировалась в Оберстдорфе под руководством Эриха Целлера. Была особенно сильна в обязательных фигурах, как и её главная соперница Анетт Пётч, которой Лурц проигрывала все крупные соревнования между 1977 и 1980 годами. Она также умела исполнять тройные прыжки сальхов и риттбергер, но её выступление критиковали из-за недостатка артистизма. После окончания любительской карьеры изучала медицину в университете Кёльна и была врачом немецкой команды.

## Достижения
| Соревнования            | 1971-72 | 1972-73 | 1973-74 | 1974-75 | 1975-76 | 1976-77 | 1977-78 | 1978-79 | 1979-80 |
| ----------------------- | ------- | ------- | ------- | ------- | ------- | ------- | ------- | ------- | ------- |
| Зимние Олимпийские игры |         |         |         |         | 10      |         |         |         | 3       |
| Чемпионаты мира         |         |         |         | 17      | 9       | 3       | 4       | 4       | 2       |
| Чемпионаты Европы       |         |         |         | 8       | 6       | 2       | 2       | 2       | 2       |
| Чемпионаты Германии     | 5       | 3       |         | 3       | 3       | 1       | 1       | 1       | 1       |
| Nebelhorn Trophy        |         |         |         |         | 3       |         |         |         |         |